# Sachse (Familienname)
Sachse ist ein deutscher Familienname.

## Namensträger
- Anna Sachse-Hofmeister (1850–1904), österreichische Opernsängerin (Sopran)
- Arno Sachse (1914–1982), deutscher Philosoph
- Bernd Sachse (1955–1999), deutscher Fußballspieler
- Carola Sachse (* 1951), deutsche Historikerin
- Christian Sachse (* 1954), deutscher Politologe, Theologe, Historiker und Publizist
- Christian Friedrich Heinrich Sachse (1785–1860), deutscher evangelischer Geistlicher und Kirchenlieddichter
- Dagmar Sachse (* 1970), deutsche Schauspielerin
- Dietrich Arnold Friedrich Sachse (1762–1829), deutscher Aufklärer und Pfarrer
- Emma Sachse (1887–1965), deutsche Politikerin (SPD/SED)
- Ernst Sachse (1813–1870), deutscher Komponist
- Günter Sachse (1916–2008), deutscher Verlagslektor und Schriftsteller
- Gustav Adolf Sachse (1834–1903), deutscher Postbeamter im Reichspostamt
- Hans Sachse (Goetheforscher) (1906–1985), deutscher Arzt und Goetheforscher
- Hans-Christian Sachse (* 1947), deutscher Landespolitiker (Sachsen-Anhalt) (SPD)
- Hans Wolfgang Sachse (1899–1982), deutscher Komponist
- Hermann Sachse (Chemiker) (1862–1893), deutscher Chemiker
- Hermann Sachse (1862–1942), deutscher Politiker (SPD)
- Hugo Sachse (1873–1924), deutscher Politiker (SPD, USPD), MdL Sachsen
- Jochen Sachse (Maler) (1930–2013), deutscher Maler
- Jochen Sachse (Mediziner) (1931–2005), deutscher Neurologe und Physiotherapeut
- Jochen Sachse (Leichtathlet) (* 1948), deutscher Leichtathlet
- Jochen Sachse (Musiker) (* 1967), deutscher Musikproduzent
- Joe Sachse (* 1948), deutscher Jazzmusiker
- Johann Sachse (um 1507–1561), deutscher Humanist, siehe Johannes Saxonius
- Johann Christoph Sachse (1762–1822), deutscher Schriftsteller und Bibliotheksdiener
- Johann David Wilhelm Sachse (1772–1860), deutscher Mediziner
- Johann Richard Sachse (1847–1923), deutscher Generalmajor und Ministerialbeamter, siehe Richard Sachse (Generalleutnant)
- Jonathan Sachse (* 1985), deutscher Journalist
- Karl Sachse (* 1936), deutscher Tierarzt und Politiker (CDU)
- Karl Friedrich Sachse (1803–1885), Gutsbesitzer und Politiker
- Karl H. Müller-Sachse (* 1950), deutscher Medienwissenschaftler
- Karla Sachse (* 1950), deutsche Künstlerin
- Leopold Sachse (1880–1961), deutschamerikanischer Sänger (Bass), Dirigent und Theaterleiter
- Louis Friedrich Sachse (1798–1877), deutscher Lithograf, Verleger und Kunsthändler
- Manfred Sachse (* 1935), deutscher Schmied und Autor
- Margarete Sachse (1897–1948), deutsche Schauspielerin
- Otto Max Sachse (1893–1935), deutscher Heimatforscher
- Ottomar Sachse (1951–2023), deutscher Boxer
- Paul Sachse (1859–1927), deutscher Kaufmann und Politiker, Senator in Hamburg
- Pauline Sachse (* 1980), deutsche Bratschistin
- Peter Sachse (1910–1997), deutscher Arzt und Standesfunktionär
- Rainer Sachse (Psychologe) (* 1948), deutscher Psychologe
- Rainer Sachse (Fußballspieler) (* 1950), deutscher Fußballspieler
- Richard Sachse (Philologe) (1846–1924), deutscher Philologe und Pädagoge
- Richard Sachse (Generalleutnant) (1847–1923), deutscher Generalleutnant
- Rudolf Sachse (1802–1891), deutscher Arzt
- Salli Sachse (* 1946), US-amerikanische Schauspielerin
- Sandra Sachse (* 1969), deutsche Bogenschützin
- Ursula Thiemer-Sachse (* 1941), deutsche Altamerikanistin
- Willy Sachse (1896–1944), deutscher Feinmechaniker, Matrose und Widerstandskämpfer